# Architectural Digest
AD (Architectural Digest) è una rivista mensile, fondata negli USA nel 1920, che si occupa principalmente di arredamento e di architettura. AD è pubblicata anche in Cina, Francia, Germania, Polonia, Spagna, Italia, Messico e America Latina.

## Edizione italiana
L'edizione italiana è stata fondata da Ettore Mocchetti nel 1981, che ha anche disegnato il logo della testata. Per i primi quindici anni è stata edita da Giorgio Mondadori e, dal 1996, da Condé Nast.

Nel 2005 l'edizione italiana di AD aveva una tiratura di 187 847 copie, cui corrispondeva una vendita media di 127 013 copie. La rivista ha i seguenti inserti: AD Ristrutturare, AD Orologi, AD Yachts, AD Le belle cucine e AD sale da bagno.

### Direttori dell'edizione italiana
- Ettore Mocchetti (1981-2015)
- Emanuele Farneti (febbraio 2015 - gennaio 2016)[2][3]
- Ettore Mocchetti, seconda volta (febbraio 2016[4] - dicembre 2019[5])
- Luca Dini (gennaio 2020 - novembre 2020[6])
- Emanuele Farneti (dicembre 2020[7] - luglio 2021[8])
- Francesca Santambrogio (novembre 2021 - in carica)[9]